# Peskovi
Peskovi (makedonsky Пескови, albánsky Bistër, 2651 m n. m.) je hora v pohoří Šar planina na kosovsko-severomakedonské hranici. Kosovská část masivu se nachází na území opštiny Prizren, severomakedonská část na území opštiny Tearce. Hora leží v hlavním hřebeni mezi vrcholy Ezerski vrv (2580 m) na severovýchodě a Bistrica (2540 m) na jihozápadě. Po Djeravici (2656 m) a Rudoce (2658 m) je třetím nejvyšším vrcholem Kosova.